# Кетское
Кетское — исчезнувшая деревня в Колпашевском районе Томской области. На момент упразднения входила в состав Моховского сельсовета. Упразднена в 1972 году.

## География
Деревня располагалась на левом берегу реки Кеть, к северу от региональной дороги 69К10 «Колпашево - Белый Яр», в 7 км (по прямой) к западу от деревни Мохово.

## История
Деревня была основана в 1675 г. В 1928 году село Кетское состояло из 31 хозяйства. В административном отношении являлась центром Кетского сельсовета Колпашевского района Томского округа Сибирского края.
С 1939 по 1960 год в составе Верхнекетского района.
В 1960-е годы деревня попала в разряд не перспективных и по планам должна была быть сселена к 1975 году.
Решение № 186 Томского облисполкома от 20 июля 1972 г. деревня Кетское исключена из учётных данных.

## Население
| 1920 | 1926 | 1939 | 1952 | 1959 | 1970 |
| ---- | ---- | ---- | ---- | ---- | ---- |
| 114  | ↗141 | ↗163 | ↘63  | ↘17  | ↘0   |

В 1926 году основным населением села были русские.